# Succession
Succession è una serie televisiva statunitense ideata da Jesse Armstrong e prodotta da Will Ferrell e Adam McKay.
Negli Stati Uniti d'America la serie è stata trasmessa sul canale HBO dal 3 giugno 2018 al 28 maggio 2023, per un totale di quattro stagioni e 39 episodi. In Italia è andata in onda su Sky Atlantic dal 30 ottobre 2018 al 5 giugno 2023.

## Trama
La serie segue le vicissitudini della famiglia Roy, capeggiata dal patriarca Logan, che controlla la Waystar-Royco, uno dei più grandi conglomerati di media e intrattenimento del mondo. La salute cagionevole di Logan porta i suoi tre figli avuti dal secondo matrimonio, ovvero Kendall, Roman e Shiv, a riflettere circa il futuro della compagnia e, in particolare, su chi debba assumerne la guida. Ad essi si aggiungono il fratellastro maggiore Connor, la terza moglie di Logan Marcia, il marito di Shiv Tom, il nipote di Logan Greg e diverse altre figure che ricoprono un ruolo all'interno di Waystar Royco.

## Episodi
| Stagione         | Episodi | Prima TV |
| ---------------- | ------- | -------- |
| Prima stagione   | 10      | 2018     |
| Seconda stagione | 10      | 2019     |
| Terza stagione   | 9       | 2021     |
| Quarta stagione  | 10      | 2023     |

## Personaggi e interpreti

### Personaggi principali
- Marcia Roy (stagioni 1-2, 4, ricorrente stagione 3), interpretata da Hiam Abbass, doppiata da Antonella Giannini.
- Greg Hirsch (stagioni 1-4), interpretato da Nicholas Braun, doppiato da Manuel Meli.
- Logan Roy (stagioni 1-4), interpretato da Brian Cox, doppiato da Franco Zucca (stagioni 1-2), da Paolo Buglioni (stagione 3) e da Dario Oppido (stagione 4).
- Roman Roy (stagioni 1-4), interpretato da Kieran Culkin, doppiato da Stefano Crescentini.
- Frank Vernon (stagioni 1-4), interpretato da Peter Friedman, doppiato da Paolo Maria Scalondro.
- Rava Roy (stagione 1, ricorrente stagioni 3-4), interpretata da Natalie Gold, doppiata da Gea Riva (stagione 1).
- Tom Wambsgans (stagioni 1-4), interpretato da Matthew Macfadyen, doppiato da Alessandro Budroni.
- Connor Roy (stagioni 1-4), interpretato da Alan Ruck, doppiato da Fabrizio Temperini.
- Shiv Roy (stagioni 1-4), interpretata da Sarah Snook, doppiata da Benedetta Degli Innocenti.
- Kendall Roy (stagioni 1-4), interpretato da Jeremy Strong, doppiato da Emiliano Coltorti.
- Lawrence Yee (stagioni 1-2), interpretato da Rob Yang, doppiato da Gabriele Lopez.
- Karolina Novotney (stagioni 2-4, ricorrente stagione 1), interpretata da Dagmara Domińczyk.
- Stewy Hosseini (stagioni 2, 4, ricorrente stagioni 1, 3), interpretato da Arian Moayed, doppiato da Gabriele Sabatini.
- Gerri Kellman (stagioni 2-4, ricorrente stagione 1), interpretata da J. Smith-Cameron, doppiata da Emanuela Baroni.
- Willa Ferreyra (stagioni 3-4, ricorrente stagioni 1-2), interpretata da Justine Lupe, doppiata da Francesca Manicone.
- Karl Muller (stagioni 3-4, ricorrenti stagioni 1-2), interpretato da David Rasche, doppiato da Pierluigi Astore.
- Hugo Baker (stagioni 3-4, ricorrente stagione 2), interpretato da Fisher Stevens, doppiato da Luigi Scribani.
- Lukas Matsson (stagione 4, ricorrente stagione 3), interpretato da Alexander Skarsgård.

## Produzione

### Sviluppo
Lo showrunner Jesse Armstrong inizialmente aveva concepito la serie come un semplice film sugli importanti magnati Murdoch, ma la sceneggiatura non giunse mai alla fase di produzione; perciò Armstrong alla fine ampliò tutta la vicenda per spalmarla in una serie, per includerci anche il panorama di Wall Street, che secondo lui «si adattava meglio a un formato televisivo che a un lungometraggio». Armstrong ha scritto una nuova sceneggiatura incentrata su personaggi originali vagamente ispirati a varie potenti famiglie mediatiche come i Murdoch, i Redstone, i Maxwell e i Sulzberger.
Il 6 giugno 2016 HBO annunciò l'episodio pilota della nuova serie TV, il quale è stato diretto da Adam McKay e scritto dall'ideatore della serie Jesse Armstrong. Il 16 maggio 2017 venne ordinata una prima stagione completa di dieci episodi.  I produttori esecutivi dell'intera serie includono lo stesso Armstrong, il regista McKay, l'attore Will Ferrell (che tuttavia non appare nella serie), Frank Rich e Kevin Messick.
L'11 giugno 2018, a due settimane dalla sua messa in onda, la serie venne rinnovata per una seconda stagione. Il 20 agosto 2019 è stata rinnovata anche per una terza stagione, la cui produzione è stata posticipata a causa della pandemia di COVID-19 scoppiata l'anno seguente.
Il 26 ottobre 2021 HBO ha rinnovato la serie per una quarta stagione. In un'intervista concessa al New Yorker nel febbraio 2023, Armstrong ha confermato con certezza che essa sarebbe stata anche la stagione conclusiva per la serie.

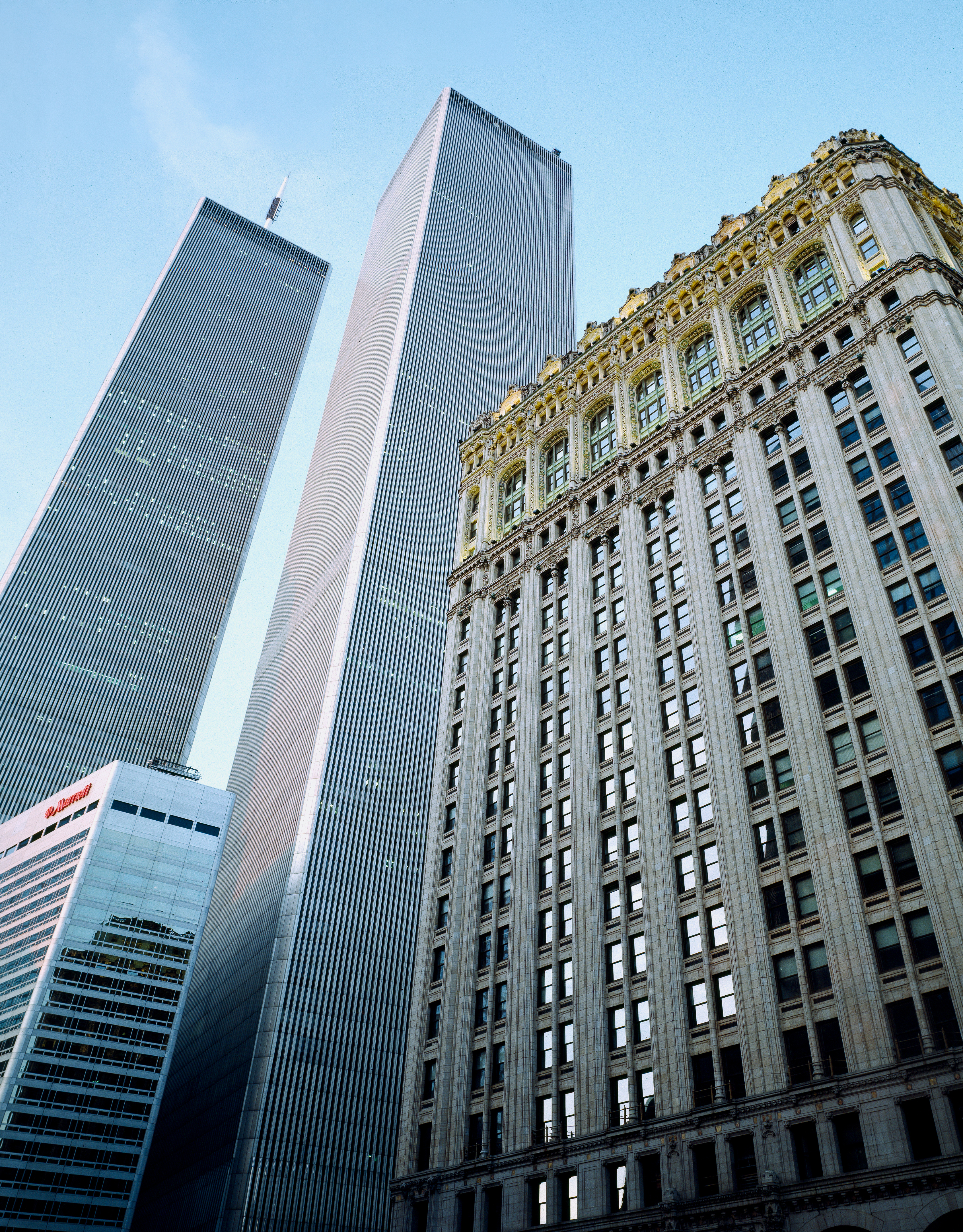
Veduta dal basso del World Trade Center, che appare anche nella sigla iniziale

### Casting
Il 6 ottobre 2016 entrarono nel cast dell'episodio pilota Brian Cox, Jeremy Strong, Kieran Culkin, Sarah Snook, Nicholas Braun e Matthew Macfadyen. Il 4 novembre seguente si unirono anche Hiam Abbass, Alan Ruck, Rob Yang, Parker Sawyers e Peter Friedman. Il 24 gennaio 2018 si aggiunsero nel cast ricorrente della prima stagione Ashley Zukerman e Jake Choi.
Il 21 maggio 2019 Holly Hunter è stata scritturata per un ruolo ricorrente nella seconda stagione. Nel gennaio 2021 viene confermato che Sanaa Lathan, Linda Emond e Jihae avrebbero preso parte alla terza stagione con dei ruoli secondari, così come Hope Davis a febbraio e Dasha Nekrasova a marzo. Sempre nell'ambito della terza stagione, Alexander Skarsgård ha ottenuto un ruolo ricorrente mentre Adrien Brody è apparso come guest star. Anche Ella Rumpf ha fatto un cameo nella terza stagione. Nel gennaio 2023 Adam Godley, Annabeth Gish, Eili Harboe e Jóhannes Haukur Jóhannesson sono stati ingaggiati per la quarta stagione, mentre Skarsgård è stato promosso a membro del cast principale.

### Riprese
Le riprese della prima stagione iniziarono a New York nell'ottobre del 2017. Durante la settimana del 20 novembre 2017 la produzione si è spostata nel Financial District di Manhattan, in particolare al World Trade Center e il suo complesso. Da metà gennaio 2018 alla fine del mese, la produzione è passata da New York al Nuovo Messico. Il 22 febbraio 2018 le riprese si sono svolte nel New Jersey. Il 25 febbraio 2018 le riprese della prima stagione si sono concluse al Castello di Eastnor vicino a Ledbury, nell'Herefordshire, in Inghilterra.
A partire dalla seconda stagione, il numero di location al di fuori degli Stati Uniti d'America è aumentato in modo significativo. La scena di apertura del primo episodio è stata girata in Islanda, mentre la mansione di proprietà di Henry Ford II negli Hamptons è stata utilizzata come residenza estiva dei Roy nella serie. Proprietà a Huntington e Long Island sono state impiegate per alcuni episodi. Da aprile a maggio 2019, sono state realizzate delle riprese aggiuntive a Lake Placid e Lake George. L'ottavo episodio della stagione è stato filmato a Dundee, luogo natale sia del personaggio di Logan Roy che del suo interprete Brian Cox, mentre il precedente episodio è stato girato tra Glasgow e Ayr, sempre in Scozia, sebbene sia ambientato in Inghilterra. Il finale di stagione è stato interamente filmato a Korčula, in Croazia, con un numero esteso di scene girate su uno yacht.
La riprese della terza stagione, che sarebbero dovute iniziare ad aprile 2020, sono state posticipate a causa della pandemia di COVID-19. Le riprese sono cominciate a New York tra novembre e dicembre 2020. Oltre ad includere diverse aree della città, la stagione è stata girata anche negli Hamptons, a Montauk e Wainscott. Alcune scene sono state girate a Richmond, in Virginia. Gli ultimi due episodi sono stati interamente girati in Italia, principalmente nella campagna toscana della Val d'Orcia, dove le ville La Foce e Cetinale hanno fatto da sfondo al matrimonio di Caroline. Altre scene per i due episodi sono state ambientate a Siena, Cortona, Lago di Como, Milano e Firenze.
Le riprese dell'ultima stagione hanno avuto inizio a New York nel mese di giugno 2022. La stagione è stata filmata anche in Norvegia occidentale, a Los Angeles e nelle Barbados.

## Colonna sonora
Il 17 novembre 2017 venne annunciato che Nicholas Britell sarebbe stato il compositore della colonna sonora della serie TV.
Il tema musicale principale della serie, assieme alle sue due variazioni classiche più importanti, l'Adagio in C Minor e l'Andante in C Minor, è stato utilizzato come accompagnamento musicale nei montaggi dei filmati promo e di anticipazione per le puntate del programma televisivo di inchiesta giornalistica Report, in onda su Rai 3 in prima serata, durante le stagioni 2019-2020, 2020-2021, 2021-2022, oltre ad essere scelto come intro per alcuni servizi giornalistici degli stessi inviati del programma.

## Promozione
Il 18 gennaio 2018 venne rilasciato il teaser trailer della serie, seguito il 27 marzo dal secondo teaser. Il 26 aprile 2018 venne invece pubblicato il trailer completo.
La serie è stata presentata in anteprima il 27 aprile 2018 al Series Mania Festival a Lilla, in Francia, con la messa in onda dell'episodio pilota. La première statunitense si è tenuta invece al Time Warner Center di New York il 22 maggio.

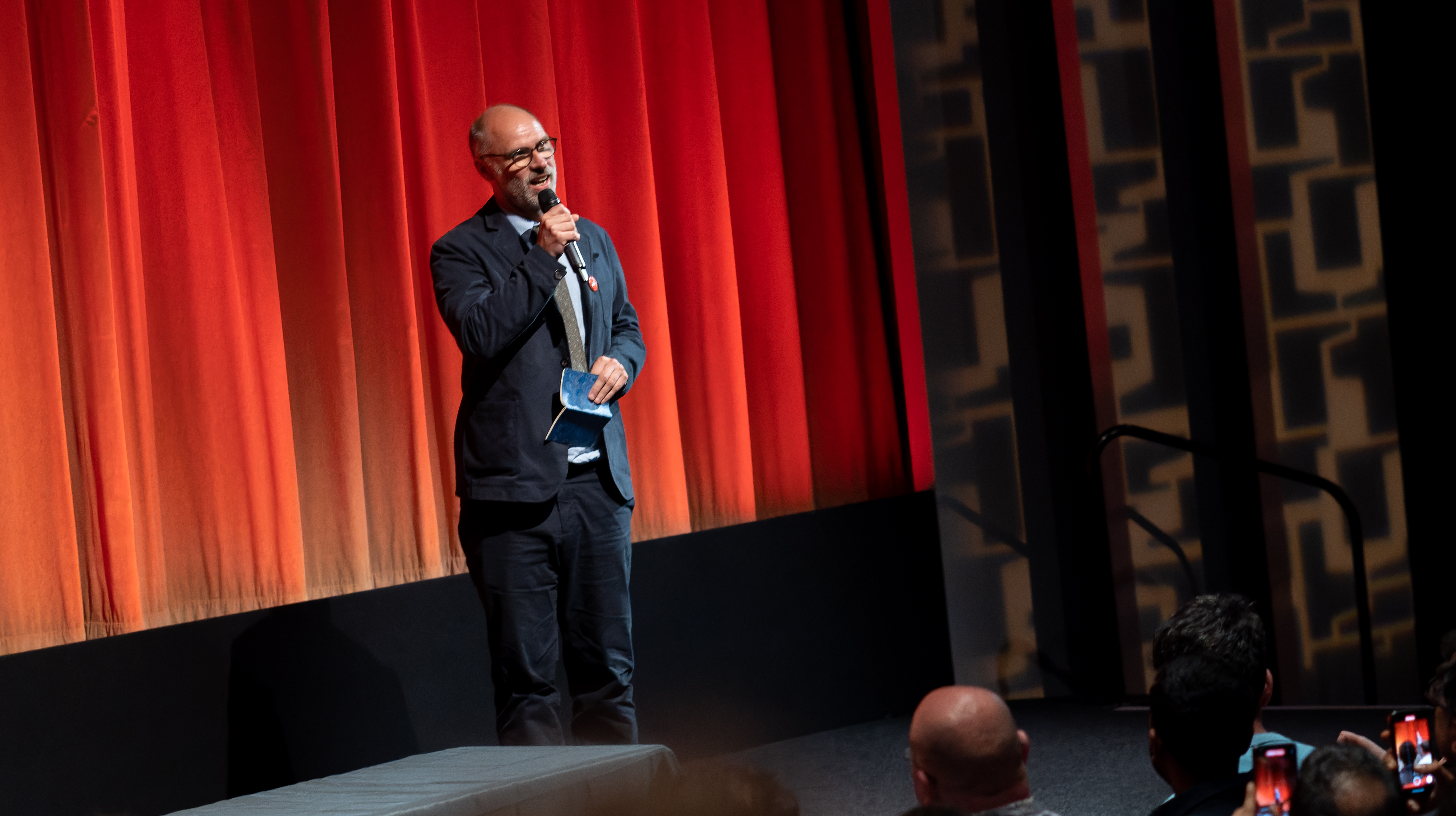
L'ideatore Jesse Armstrong promuove la serie

HBO ha reso disponibile ogni stagione in formato DVD alcuni mesi dopo la loro distribuzione televisiva, garantendo oltre agli episodi anche dei contenuti esclusivi. Il cofanetto completo della serie è stato messo in commercio nel settembre 2023. Sebbene la prima stagione fosse stata distribuita in Blu-ray nel novembre 2018, la seconda e la terza hanno ricevuto la loro pubblicazione solo insieme alla quarta nel confatto completo, reso disponibile a partire dal 27 agosto 2024.

## Accoglienza

### Critica
Accolta in maniera estremamente positiva da parte della critica, la serie ha ricevuto un punteggio medio rispettivamente del 95% e di 85/100 sugli aggregatori di recensioni Rotten Tomatoes e Metacritic. Nel 2021 il segmento britannico della BBC che si occupa della dimensione culturale, appunto BBC Culture, ha raccolto le opinioni di 206 «critici, giornalisti, accademici e figure del settore» provenienti da tutto il mondo per compilare la lista delle cento migliori serie televisive del XXI secolo e Succession si è classificata al decimo posto Nel 2022 Rolling Stone ha posizionato la serie all'undicesimo posto nella sua lista delle cento migliori serie TV di sempre, mentre Variety ne assegnato il tredicesimo posto nella medesima classifica. La serie è stata spesso paragonata alle opere letterarie di William Shakespeare, e in particolare King Lear che, così come Succession, segue come sviluppo narrativo principale quello della successione al potere.
Per quanto riguarda la prima stagione, Rotten Tomatoes ha registrato una percentuale dell'89% ottenuta dalle 89 recensioni professionali positive, con una valutazione media di 7.9/10; il commento del sito recita: «Inserendo il suo pathos con spirito acido, Succession è una commedia divina di potere assoluto e disfunzione, portata in vita da un ensamble feroce». Su Metacritic, invece, la stagione ha ottenuto un punteggio di 70 su 100 sulla base di 29 critici, indicando «commenti generalmente favorevoli».
Le successive tre stagioni hanno ricevuto tutte un incremento in termini di consensi da parte della critica, ottenendo ognuna un punteggio pari al 97% su Rotten Tomatoes. Su Metacritic la seconda stagione ha ricevuto una valutazione di 89/100, mentre le successive due di 92/100.

### Ascolti
L'episodio pilota della serie ha attirato 582 000 spettatori in diretta, registrando un calo rispetto ai 1.39 milioni di spettatori che avevano seguito il programma precedentemente mandato in onda, Westworld. La serie ha conosciuto comunque un andamento crescente in termini di ascolti durante il resto della sua distribuzione televisiva. il finale della seconda stagione è stato seguito da 1.1 milioni di spettatori su tutte le piattaforme. La terza stagione ha esordito con 1.4 milioni di spettatori su varie piattaforme e si è conclusa con 1.7 milioni di spettatori complessivi. L'episodio finale ha attirato 2.9 milioni di spettatori, diventando così l'episodio più visto della serie, segnando un incremento del 68% rispetto al finale della terza stagione.

### Reazioni da parte della famiglia Murdoch
Il produttore esecutivo Frank Rich ha dichiarato in un'intervista concessa a Town & Country nel 2019 di aver sentito da persone vicine a Murdoch che alcuni membri della famiglia trovavano la serie «interessante» e persino «divertente». Il patriarca stesso della famiglia, Rupert Murdoch, ha risposto a una e-mail inviata da un giornalista di Semafor affermando di non aver mai visto la serie. Inoltre, Vanity Fair ha riportato che, come parte dell'accordo per il suo divorzio da Rupert Murdoch, a Jerry Hall era stato impedito di contattare i produttori di Succession per offrire degli spunti narrativi da impiegare nella serie.

## Riconoscimenti
British Academy Television Awards
- 2019 – Miglior programma internazionale
- 2020 – Candidatura al miglior programma internazionale
- 2022 – Miglior attore non protagonista a Matthew Macfadyen
- 2022 – Candidatura al miglior programma internazionale
- 2024 – Miglior attore non protagonista a Matthew Macfadyen
- 2024 – Candidatura al miglior programma internazionale
- 2024 – Candidatura al miglior attore a Brian Cox
- 2024 – Candidatura alla miglior attrice non protagonista a Harriet Walter

Critics' Choice Awards
- 2019 – Candidatura alla miglior serie drammatica
- 2019 – Candidatura al miglior attore non protagonista in una serie drammatica a Matthew Macfadyen
- 2020 – Miglior serie drammatica
- 2020 – Miglior attore in una serie drammatica a Jeremy Strong
- 2020 – Candidatura alla miglior attrice in una serie drammatica a Sarah Snook
- 2022 – Miglior serie drammatica
- 2022 – Miglior attore non protagonista in una serie drammatica a Kieran Culkin
- 2022 – Miglior attrice non protagonista in una serie drammatica a Sarah Snook
- 2022 – Candidatura al miglior attore in una serie drammatica a Brian Cox
- 2022 – Candidatura al miglior attore in una serie drammatica a Jeremy Strong
- 2022 – Candidatura al miglior attore non protagonista in una serie drammatica a Nicholas Braun
- 2022 – Candidatura al miglior attore non protagonista in una serie drammatica a Matthew Macfadyen
- 2022 – Candidatura alla miglior attrice non protagonista in una serie drammatica a J. Smith-Cameron
- 2024 – Miglior serie drammatica
- 2024 – Miglior attore in una serie drammatica a Kieran Culkin
- 2024 – Miglior attrice in una serie drammatica a Sarah Snook
- 2024 – Candidatura al miglior attore in una serie drammatica a Brian Cox
- 2024 – Candidatura al miglior attore non protagonista in una serie drammatica a Matthew Macfadyen

Golden Globe
- 2019 – Candidatura al miglior attore non protagonista in una serie, mini-serie o film per la televisione a Kieran Culkin
- 2020 – Miglior serie drammatica
- 2020 – Miglior attore in una serie drammatica a Brian Cox
- 2020 – Candidatura al miglior attore non protagonista in una serie, mini-serie o film per la televisione a Kieran Culkin
- 2022 – Miglior serie drammatica
- 2022 – Miglior attore in una serie drammatica a Jeremy Strong
- 2022 – Migliore attrice non protagonista in una serie, miniserie o film televisivo a Sarah Snook
- 2022 – Candidatura al miglior attore in una serie drammatica a Brian Cox
- 2022 – Candidatura al migliore attore non protagonista in una serie, miniserie o film televisivo a Kieran Culkin
- 2024 – Migliore serie drammatica
- 2024 – Miglior attore in una serie drammatica a Kieran Culkin
- 2024 – Miglior attrice in una serie drammatica a Sarah Snook
- 2024 – Miglior attore non protagonista in una serie, miniserie o film televisivo a Matthew Macfadyen
- 2024 – Candidatura al miglior attore in una serie drammatica a Brian Cox
- 2024 – Candidatura al miglior attore in una serie drammatica a Jeremy Strong
- 2024 – Candidatura al migliore attore non protagonista in una serie, miniserie o film televisivo a Alan Ruck
- 2024 – Candidatura al migliore attore non protagonista in una serie, miniserie o film televisivo a Alexander Skarsgård
- 2024 – Candidatura alla miglior attrice non protagonista in una serie, miniserie o film televisivo a J. Smith-Cameron

Premi Emmy
- 2019 – Miglior sceneggiatura per una serie drammatica a Jesse Armstrong (per Nessuno si perde mai)
- 2019 – Miglior tema musicale originale di una sigla a Nicholas Britell
- 2019 – Candidatura alla miglior serie drammatica
- 2019 – Candidatura alla miglior regia per una serie drammatica ad Adam McKay (per Il compleanno)
- 2019 – Candidatura al miglior casting per una serie drammatica a Douglas Aibel, Henry Russell Bergstein e Francine Maisler
- 2020 – Miglior serie drammatica
- 2020 – Miglior attore in una serie drammatica a Jeremy Strong (per Non è il caso di piangere)
- 2020 – Miglior regia in una serie drammatica ad Andrij Parekh (per La caccia)
- 2020 – Miglior sceneggiatura in una serie drammatica a Jesse Armstrong (per Non è il caso di piangere)
- 2020 – Miglior attrice guest star a Cherry Jones (per Tern Heaven)
- 2020 – Miglior casting per una serie drammatica a Douglas Avy Kaufman
- 2020 – Miglior montaggio video per una serie drammatica single-camera a Bill Henry e Venya Bruk (per Non è il caso di piangere)
- 2020 – Candidatura al miglior attore per una serie drammatica a Brian Cox (per La caccia)
- 2020 – Candidatura al miglior attore non protagonista in una serie drammatica a Nicholas Braun (per Non è il caso di piangere)
- 2020 – Candidatura al miglior attore non protagonista in una serie drammatica a Kieran Culkin (per Tern Heaven)
- 2020 – Candidatura al miglior attore non protagonista in una serie drammatica a Matthew Macfadyen (per Non è il caso di piangere)
- 2020 – Candidatura alla miglior attrice non protagonista in una serie drammatica a Sarah Snook (per Il Palazzo d'Estate)
- 2020 – Candidatura alla miglior regia per una serie drammatica a Mark Mylod (per Non è il caso di piangere)
- 2020 – Candidatura al miglior attore guest star a James Cromwell (per Dundee)
- 2020 – Candidatura alla miglior attrice guest star a Harriet Walter (per Ritorno)
- 2020 – Candidatura alla miglior composizione musicale per una serie televisiva a Nicholas Britell (per Non è il caso di piangere)
- 2020 – Candidatura al miglior montaggio video per una serie drammatica single-camera a Ken Eluto (per Washington)
- 2020 – Candidatura alla miglior scenografia per una serie contemporanea a Stephen H. Carter, Carmen Cardenas, George DeTitta e Ana Buljan (per Non è il caso di piangere)
- 2022 – Miglior serie drammatica
- 2022 – Miglior attore non protagonista in una serie drammatica a Matthew Macfadyen
- 2022 – Miglior sceneggiatura in una serie drammatica a Jesse Armstrong (per Un accordo segreto)
- 2022 – Candidatura al miglior attore per una serie drammatica a Brian Cox
- 2022 – Candidatura al miglior attore in una serie drammatica a Jeremy Strong
- 2022 – Candidatura al miglior attore non protagonista in una serie drammatica a Nicholas Braun
- 2022 – Candidatura al miglior attore non protagonista in una serie drammatica a Kieran Culkin
- 2022 – Candidatura alla miglior attrice non protagonista in una serie drammatica a J. Smith-Cameron
- 2022 – Candidatura alla miglior attrice non protagonista in una serie drammatica a Sarah Snook
- 2022 – Candidatura alla miglior regia per una serie drammatica a Mark Mylod (per Un accordo segreto)
- 2022 – Candidatura alla miglior regia per una serie drammatica a Cathy Yan (per La perturbazione)
- 2022 – Candidatura alla miglior regia per una serie drammatica a Lorene Scafaria (per Un compleanno intenso)
- 2023 – Miglior serie drammatica
- 2023 – Miglior attore protagonista in una serie drammatica a Kieran Culkin
- 2023 – Miglior attrice protagonista in una serie drammatica a Sarah Snook
- 2023 – Miglior attore non protagonista in una serie drammatica a Matthew Macfadyen
- 2023 – Miglior sceneggiatura in una serie drammatica a Jesse Armstrong (per Le nozze di Connor)
- 2023 – Miglior regia in una serie drammatica a Mark Mylod (per Le nozze di Connor)

Satellite Awards
- 2019 – Candidatura alla miglior serie drammatica
- 2020 – Miglior serie drammatica
- 2020 – Miglior attore non protagonista in una serie, miniserie o film per la televisione a Jeremy Strong
- 2020 – Miglior cast televisivo
- 2020 – Candidatura al miglior attore in una serie drammatica a Brian Cox
- 2022 – Miglior attrice in una serie drammatica a Sarah Snook
- 2022 – Miglior cast televisivo